# Sanchi
Sanchi är en stad i den indiska delstaten Madhya Pradesh,  och är belägen 46 km från delstatshuvudstaden Bhopal. Den tillhör distriktet Raisen och hade 8 401 invånare vid folkräkningen 2011. Staden var ett kulturellt centrum under Guptariket. 
De många buddhistiska fornlämningarna återupptäcktes 1881, för att sedan restaureras. Dessa blev 1989 uppsatta på Unescos världsarvslista.